# Klein Oschersleben
Klein Oschersleben is een plaats en voormalige gemeente in de Duitse deelstaat Saksen-Anhalt, en maakt deel uit van de Landkreis Börde.
Klein Oschersleben telt 811 inwoners.